# History (Latinoamérica)
History Channel (conocido como History) es un canal de televisión por suscripción latinoamericano de origen estadounidense, propiedad de A+E Networks, lanzado en el 2000 (primero en Argentina y luego en el resto de Latinoamérica) y distribuido actualmente para la región por Ole Distribution, una empresa formada entre Ole Communications y Warner Bros. Discovery. Reemplazó al canal argentino TV Quality luego de ser adquirido por A+E Networks.

## Historia
En Latinoamérica, The History Channel es propiedad de A+E Networks, tiene una asociación con Ole Communications, mientras Ole Distribution, una empresa de  Warner Bros. Discovery, se encarga de la distribución del canal.
El 19 de febrero de 1992 se crea en Argentina TV Quality, primera señal documental y cultural del país. La misma arranca su expansión hacia Latinoamérica unos meses después. 
En julio del 2000, Programas Santa Clara vende TV Quality-Educable a Ole Communications y a A+E Networks. De esta forma,  Ole Distribution ingresa de lleno en el mercado de Sudamérica, absorbiendo a un eventual competidor y reemplazando su señal por The History Channel. La mayoría de su personal fue despedido, y solo se reubicaron a algunos de los ejecutivos del organismo.  
La sede para Latinoamérica de la señal se ubica en Argentina.
Durante 2006 se realizó la primera producción de la división latinoamericana del canal denominada Historia secreta, y antes de esto se produjo la serie «Fotos para el futuro», donde se podían enviar fotos y compartirlas con el resto del mundo con una breve descripción.  
Gran parte de su programación está doblada al español, este realizado en Venezuela, desde 2019 VC Medios se trasladó a la Avenida Calle 100 17-9 en Bogotá, Colombia por la censura de prensa de Nicolás Maduro cerrando VC Medios en Caracas.